# Tazza's van Aldobrandini

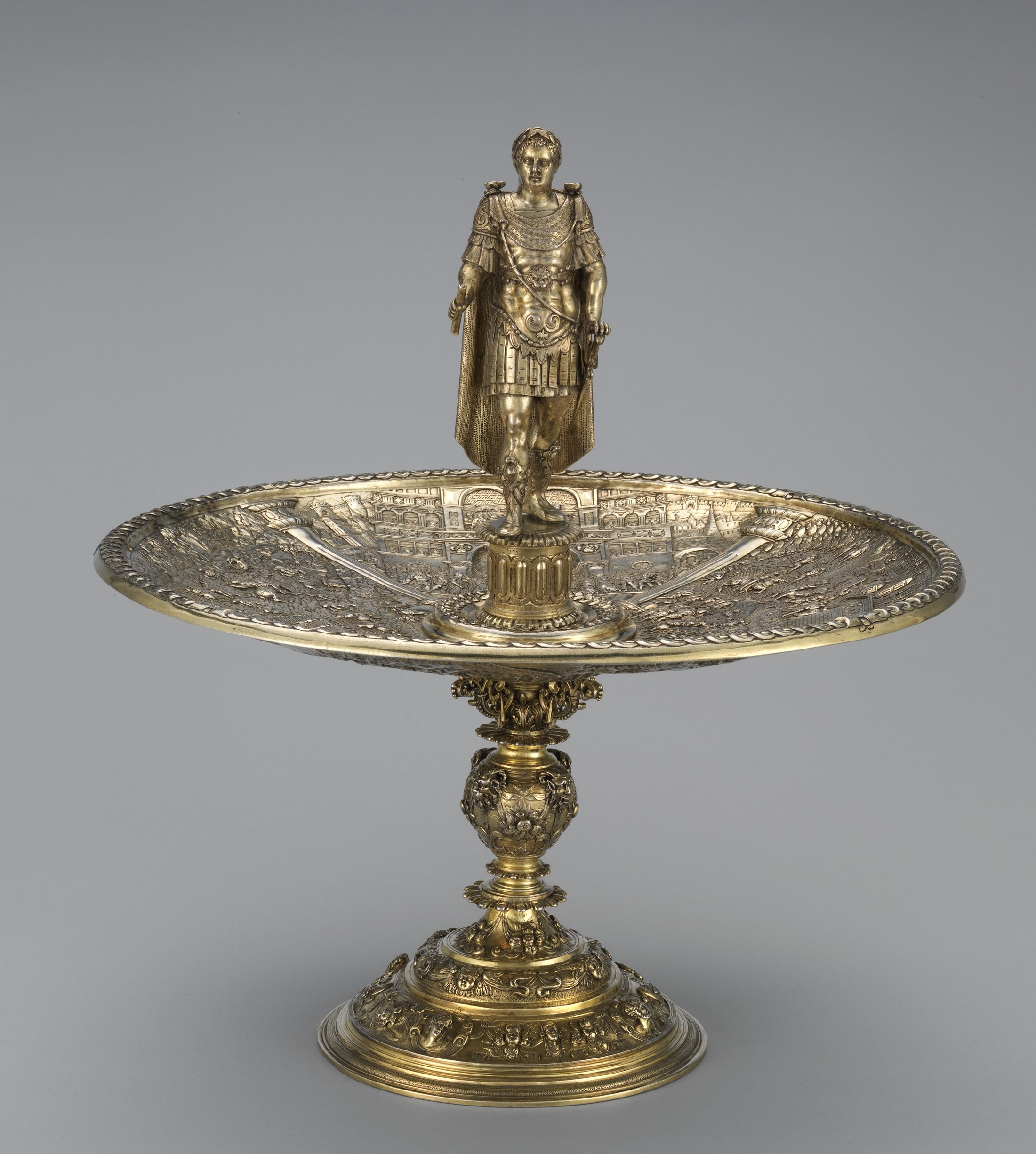
Tazza met keizer Vitellius, Metropolitan Museum of Art

De Tazza's van Aldobrandini is een set van twaalf zilveren tazza's met de beeltenis van twaalf keizers van Rome. Het Victoria and Albert Museum omschreef deze serie als "een van de meest spectaculaire groepen zilver uit de 16e eeuw die nog bestaan." De tazza's zijn vernoemd naar de Italiaanse familie die ze tot 1769 in bezit had, de bewoners van de Villa Aldobrandini in Frascati.

## Geschiedenis
Van de voorgeschiedenis van de tazza's is vrij weinig bekend. Ze zijn aan het eind van de zestiende eeuw gemaakt en ook de herkomst is onduidelijk door het ontbreken van keurmerken. Uit de afgebeelde familiewapens van de Aldobrandini's op sommige drinkschalen valt op te maken dat deze familie de opdrachtgever was. De tazza's vertonen enkele Noord-Europese kenmerken en suggesties voor de herkomst variëren van Antwerpen tot Augsburg. Volgens het Victoria and Albert Museum zouden de tazza's tussen 1587 en 1599 gemaakt zijn en behoorden ze tot de kunstverzameling van de latere Paus Clemens VIII (Ippolito Aldobrandini, 1536-1605). In elk geval staan ze op een inventarislijst van kardinaal Pietro Aldobrandini uit 1603.
Tot 1861 bleven de tazza's bij elkaar. In dat jaar werden zes van de twaalf gekocht door de Oostenrijkse kunstverzamelaar Frédéric Spitzer en deze 'verbeterde' de set door de originele hoge voeten te vervangen door versies die waren gemodelleerd naar een andere 16e-eeuwse voet. Tegenwoordig is het gehele dozijn over de wereld verspreid geraakt en in verschillende collecties terechtgekomen.

## Beschrijving

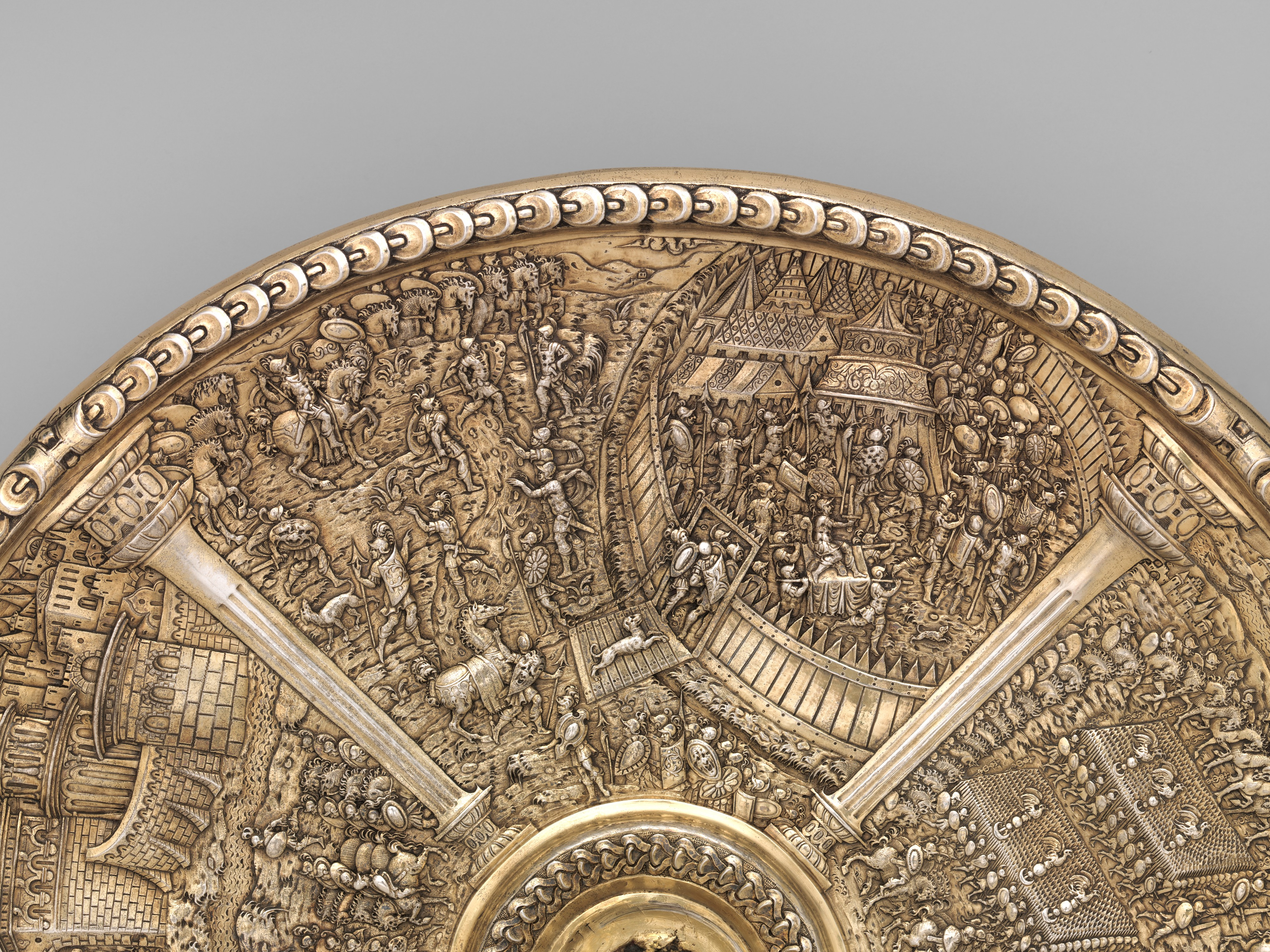
Afbeelding van de tazza van Vitellius

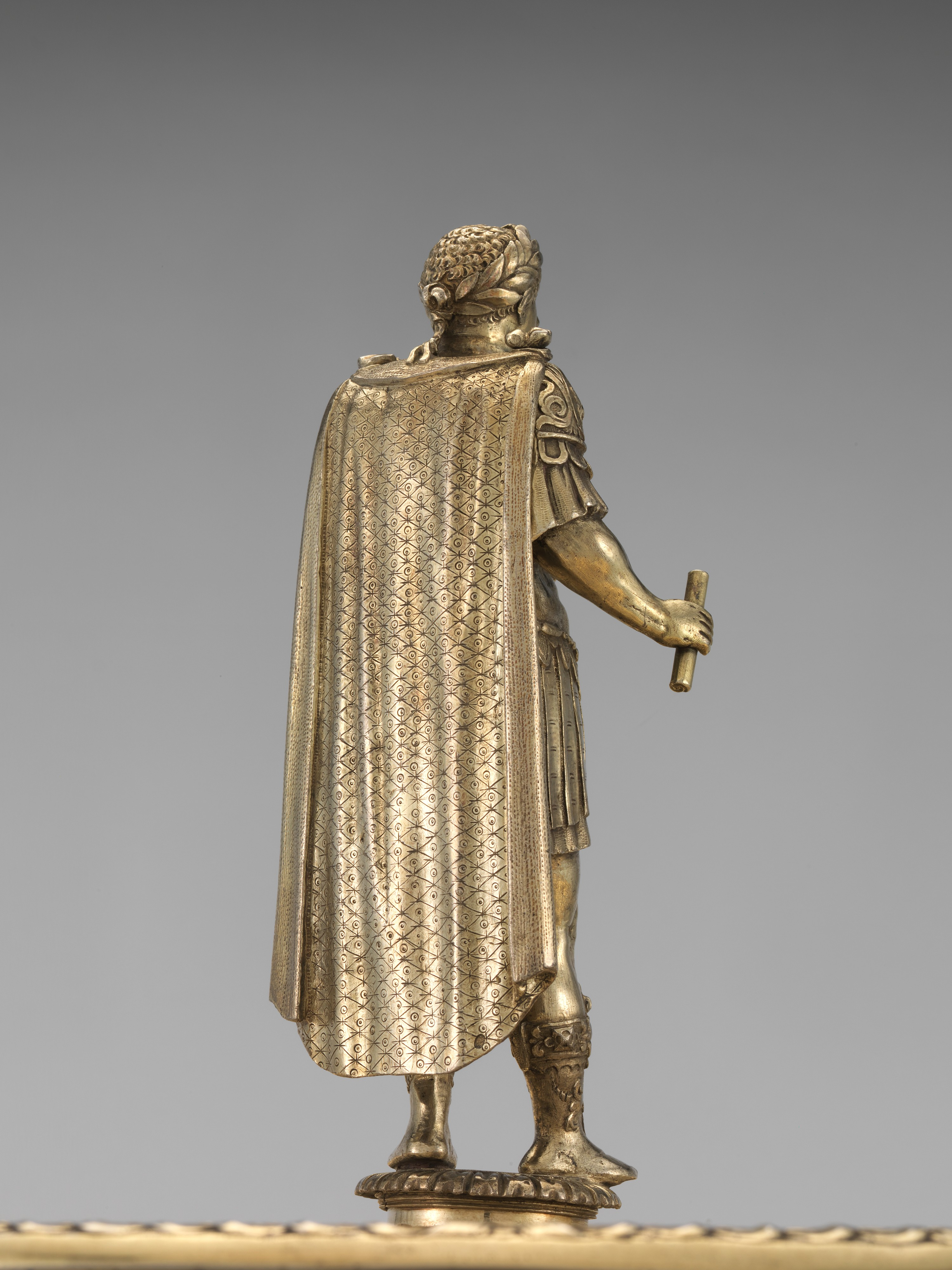
Achterzijde van de figurine van Vitellius

De tazza's zijn van de voet van de schaal tot aan de kruin van de keizer veertig centimeter hoog. De decoraties op de schalen brengen de levens van de twaalf keizers uit Suetonius' De Vita Caesarum tot verbeelding. Op iedere schaal zijn vier gebeurtenissen afgebeeld en hierbij is, op een enkele uitzondering na, zorgvuldig de volgorde uit de tekst van Suetonius aangehouden. Volgens historicus Mary Beard laten de voorstellingen op de schalen "een opvallend positieve, zo niet te zeggen triomfantelijke kijk op het keizerlijk bewind" zien. Voor de figurines (de beeldjes), zijn de portretten van de keizers van muntportretten als voorbeeld gebruikt.

## De twaalftazzeen de afgebeelde keizers
De twaalf tazze zijn ondergebracht in diverse museale en particuliere collecties, waaronder het Metropolitan Museum of Art in New York, het Minneapolis Institute of Art, het Victoria and Albert Museum in Londen, het Museo Lázaro Galdiano in Madrid, het Museu Nacional de Arte Antiga en het Museu Antonio Medeiros e Almeida, beide in Lissabon. In de identificatie van enkele betrokken keizers (Tiberius, Otho, Vitellius, Domitianus) had men zich aanvankelijk vergist, zodat die na onderzoek gewijzigd werd. Niet alleen zijn zes drinkschalen door Spitzer van een nieuwe hoge voet voorzien, maar later zijn ook voeten, drinkschalen en figurines onderling verwisseld.
De afgebeelde Romeinse keizers zijn:
1. Julius Caesar
2. Augustus
3. Tiberius
4. Caligula
5. Claudius I
6. Nero
7. Galba
8. Otho
9. Vitellius
10. Vespasianus
11. Titus
12. Domitianus